# Iris Sihvonen
Iris Sihvonen (Liperi, 22 april 1940) is een schaatsster uit Finland. Ze vertegenwoordigde haar vaderland op de Olympische Winterspelen 1960 in Squaw Valley.

## Resultaten

### Olympische Spelen
| Jaar | Plaats       | Resultaten                                                |
| ---- | ------------ | --------------------------------------------------------- |
| 1960 | Squaw Valley | 11e 500 meter 10e 1000 meter 6e 1500 meter 12e 3000 meter |

### Wereldkampioenschappen
| Jaar | Plaats       | Resultaten   |
| ---- | ------------ | ------------ |
| 1955 | Kuopio       | 8e Allround  |
| 1956 | Kvarnsveden  | 6e Allround  |
| 1957 | Imatra       | 6e Allround  |
| 1958 | Kristinehamn | 11e Allround |
| 1959 | Sverdlovsk   | 7e Allround  |
| 1960 | Östersund    | 7e Allround  |
| 1961 | Tønsberg     | 18e Allround |

### Finse kampioenschappen
| Jaar | Allround |
| ---- | -------- |
| 1955 | Zilver   |
| 1956 | Goud     |
| 1957 | Zilver   |
| 1959 | Zilver   |
| 1960 | Brons    |
| 1961 | Goud     |

## Persoonlijke records
| Afstand    | Tijd     | Datum            | Baan         |
| ---------- | -------- | ---------------- | ------------ |
| 500 meter  | 48,10    | 18 februari 1960 | Squaw Valley |
| 1000 meter | 1.37,30  | 18 februari 1960 | Squaw Valley |
| 1500 meter | 2.29,70  | 18 februari 1960 | Squaw Valley |
| 3000 meter | 5.35,20  | 18 februari 1960 | Squaw Valley |
| 5000 meter | 11.55,20 | 5 februari 1955  | Valkeakoski  |